# Saint-Didier-la-Forêt
Saint-Didier-la-Forêt – miejscowość i gmina we Francji, w regionie Owernia-Rodan-Alpy, w departamencie Allier.

## Demografia
Według danych na rok 1990 gminę zamieszkiwało 375 osób, a gęstość zaludnienia wynosiła 11 osób/km². W styczniu 2015 r. Saint-Didier-la-Forêt zamieszkiwało 388 osób, przy gęstości zaludnienia wynoszącej 11,6 osób/km².